# Beurre composé

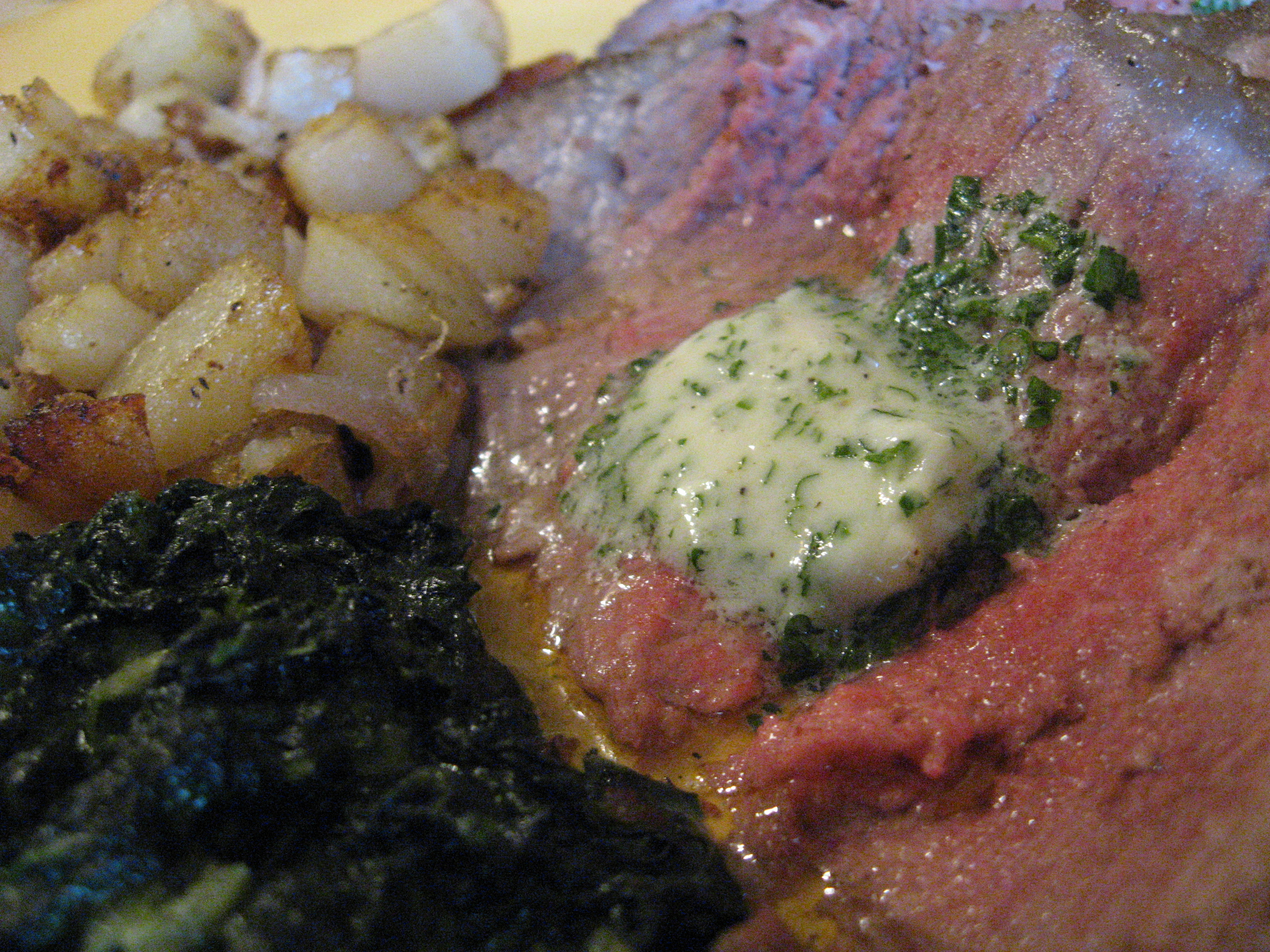
Un steak garni de beurre maître d'hôtel, servi avec des pommes de terre et des épinards à la crème.

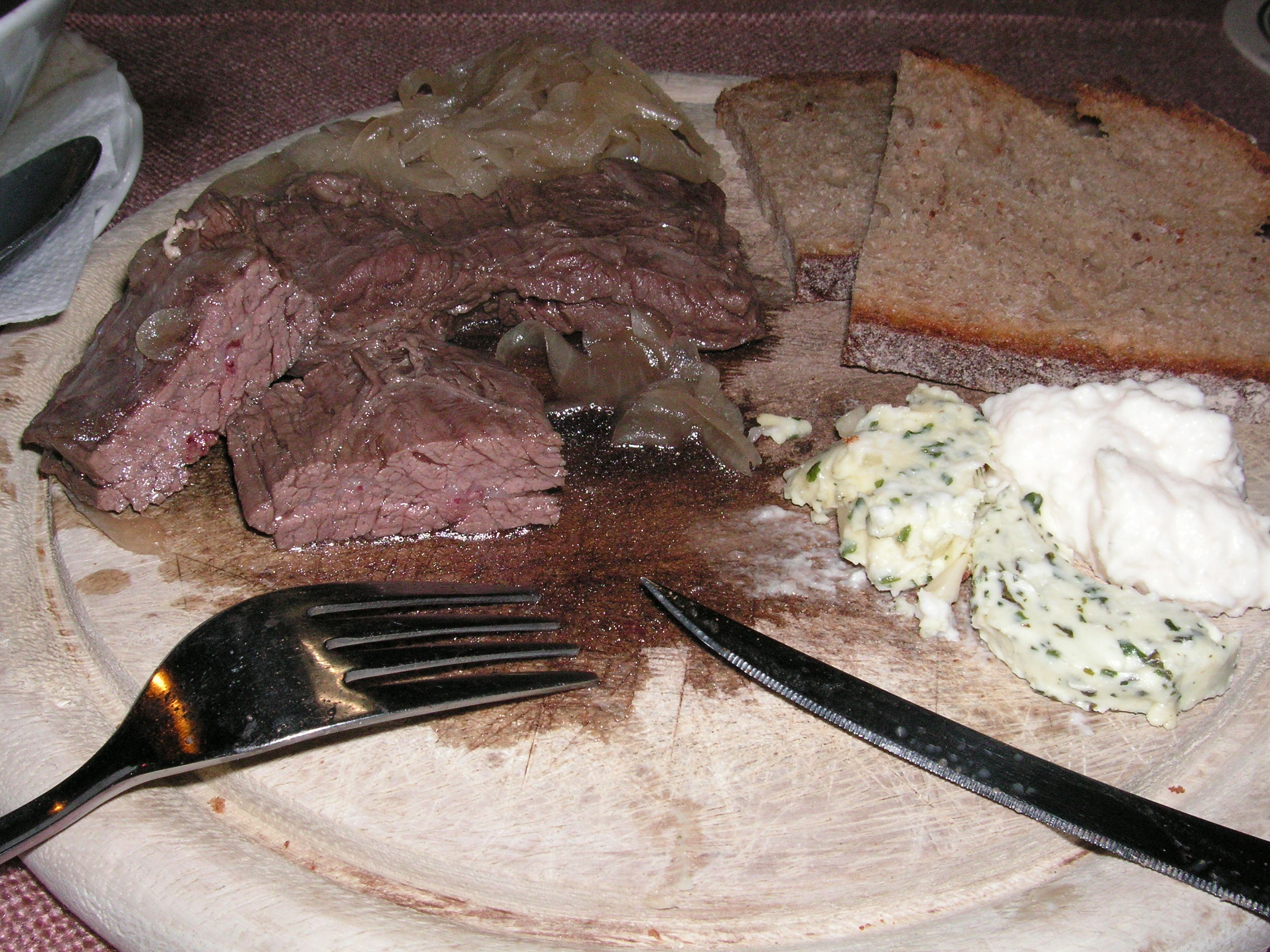
Hampe de bœuf grillée, servie avec des rondelles d'oignon, du pain de seigle, du beurre d'escargot et du raifort.

Le beurre composé, également nommé beurre aromatisé, est un mélange de beurre et d'ingrédients complémentaires. Il est utilisé pour rehausser la saveur de divers plats, à la manière d'une sauce.

## Définition
Selon certains sites spécialisés en gastronomie, le beurre composé est un beurre additionné, à froid ou à chaud, d’aromates et de divers ingrédients afin de proposer des préparations se présentant sous des couleurs différentes du beurre classique, avec de goûts variés. Le beurre composé (également dénommé « beurre aromatisé ») donne une touche plus sophistiquée aux plats, à l'instar des préparations de la cuisine gastronomique.

## Préparation
Les beurres composés peuvent être fabriqués à domicile ou achetés dans le commerce. Ils sont préparés en ajoutant au beurre des éléments complémentaires, tels que des herbes, des épices ou des liquides aromatiques, voire d'autres ingrédients.

Le beurre est ensuite reformé, généralement dans une pellicule plastique ou du papier sulfurisé, et réfrigéré jusqu'à ce qu'il soit suffisamment ferme pour être tranché. Ces beurres peuvent être fondus sur des viandes et des légumes, utilisés comme tartinade ou comme finition de diverses sauces.

## Beurre composé et crème au beurre
La crème au beurre est une recomposition du beurre tiédi entre 20 °C et 30 °C et retravaillé afin de lui donner une consistance plus ferme avant de l'aromatiser ou de le parfumer, ce qui le différencie du beurre composé.